# Halowe Mistrzostwa Świata w Lekkoatletyce 2006 – bieg na 800 m mężczyzn
Bieg na 800 m mężczyzn – jedna z konkurencji rozgrywanych podczas halowych mistrzostw świata w lekkoatletyce w 2006. Eliminacje odbyły się 10 marca, półfinały miały miejsce 11 marca, finał zaś został rozegrany 12 marca.
Do eliminacji zgłoszonych zostało 25 zawodników z 19 państw.
Zawody w tej konkurencji wygrał reprezentant Kenii Wilfred Bungei. Drugą pozycję zajął zawodnik z RPA Mbulaeni Mulaudzi, trzecią zaś reprezentujący Rosję Jurij Borzakowski.

## Wyniki

### Eliminacje
Źródło: 
Bieg 1
| Miejsce | Zawodnik           | Państwo         | Wynik   | Uwagi |
| ------- | ------------------ | --------------- | ------- | ----- |
| 1.      | Jurij Borzakowski  | Rosja           | 1:48,08 |       |
| 2.      | Jimmy Watkins      | Wielka Brytania | 1:48,20 | PB    |
| 3.      | Majid Saeed Sultan | Katar           | 1:49,21 |       |
| 4.      | Joseph Mutua       | Kenia           | 1:49,49 |       |
| 5.      | Mohsen al-Shehibi  | Maroko          | 1:49,84 |       |

Bieg 2
| Miejsce | Zawodnik             | Państwo  | Wynik   | Uwagi |
| ------- | -------------------- | -------- | ------- | ----- |
| 1.      | Dmitrijs Miļkevičs   | Łotwa    | 1:47,19 |       |
| 2.      | Amine Laâlou         | Maroko   | 1:47,36 | SB    |
| 3.      | Arnoud Okken         | Holandia | 1:47,58 | SB    |
| 4.      | Abdulrahman Suleiman | Katar    | 1:47,74 | NR    |
| 5.      | Fadrique Iglesias    | Boliwia  | 1:50,65 | NR    |

Bieg 3
| Miejsce | Zawodnik           | Państwo           | Wynik   | Uwagi |
| ------- | ------------------ | ----------------- | ------- | ----- |
| 1.      | Mbulaeni Mulaudzi  | Południowa Afryka | 1:49,03 | SB    |
| 2.      | Ramil Aritkułow    | Rosja             | 1:49,09 |       |
| 3.      | David Krummenacker | Stany Zjednoczone | 1:49,15 |       |
| 4.      | Dávid Takács       | Węgry             | 1:49,61 |       |
| 5.      | Berhanu Alemu      | Etiopia           | 1:51,07 |       |

Bieg 4
| Miejsce | Zawodnik            | Państwo    | Wynik   | Uwagi |
| ------- | ------------------- | ---------- | ------- | ----- |
| 1.      | Juan de Dios Jurado | Hiszpania  | 1:47,88 | SB    |
| 2.      | Wilfred Bungei      | Kenia      | 1:47,95 |       |
| 3.      | Osmar dos Santos    | Brazylia   | 1:48,30 |       |
| 4.      | Moise Joseph        | Haiti      | 1:48,33 |       |
| 5.      | Glauco Martini      | San Marino | 1:59,25 |       |

Bieg 5
| Miejsce | Zawodnik          | Państwo           | Wynik   | Uwagi |
| ------- | ----------------- | ----------------- | ------- | ----- |
| 1.      | Khadevis Robinson | Stany Zjednoczone | 1:48,73 |       |
| 2.      | Eugenio Barrios   | Hiszpania         | 1:48,79 |       |
| 3.      | Belal Mansoor Ali | Bahrajn           | 1:48,84 |       |
| 4.      | Antoine Martiak   | Francja           | 1:48,97 |       |
| 5.      | Sajjad Moradi     | Iran              | 1:51,67 | SB    |

### Półfinały
Źródło: 
Bieg 1
| Miejsce | Zawodnik             | Państwo           | Wynik   | Uwagi |
| ------- | -------------------- | ----------------- | ------- | ----- |
| 1.      | Mbulaeni Mulaudzi    | Południowa Afryka | 1:46,82 | SB    |
| 2.      | Jurij Borzakowski    | Rosja             | 1:47,09 |       |
| 3.      | Juan de Dios Jurado  | Hiszpania         | 1:47,38 | PB    |
| 4.      | Amine Laâlou         | Maroko            | 1:47,55 |       |
| 5.      | Abdulrahman Suleiman | Katar             | 1:47,87 |       |
| 6.      | Khadevis Robinson    | Stany Zjednoczone | 1:48,30 |       |

Bieg 2
| Miejsce | Zawodnik           | Państwo         | Wynik   | Uwagi |
| ------- | ------------------ | --------------- | ------- | ----- |
| 1.      | Wilfred Bungei     | Kenia           | 1:46,90 |       |
| 2.      | Dmitrijs Miļkevičs | Łotwa           | 1:47,23 |       |
| 3.      | Jimmy Watkins      | Wielka Brytania | 1:47,23 | PB    |
| 4.      | Ramil Aritkułow    | Rosja           | 1:47,50 |       |
| 5.      | Arnoud Okken       | Holandia        | 1:47,68 |       |
| 6.      | Eugenio Barrios    | Hiszpania       | 1:52,75 |       |

### Finał
Źródło: 
| Miejsce | Zawodnik            | Państwo           | Wynik   | Uwagi |
| ------- | ------------------- | ----------------- | ------- | ----- |
| 01 !    | Wilfred Bungei      | Kenia             | 1:47,15 |       |
| 02 !    | Mbulaeni Mulaudzi   | Południowa Afryka | 1:47,16 |       |
| 03 !    | Jurij Borzakowski   | Rosja             | 1:47,38 |       |
| 4.      | Dmitrijs Miļkevičs  | Łotwa             | 1:48,01 |       |
| 5.      | Juan de Dios Jurado | Hiszpania         | 1:48,44 |       |
| 6.      | Jimmy Watkins       | Wielka Brytania   | 1:48,56 |       |